# 托伊根-豪森之战
托伊根-豪森之战（法语：Bataille de Teugen-Hausen）发生于第五次反法同盟战争期间。1809年4月19日，路易·尼古拉·达武元帅率领的法国第三军团与霍亨索伦-黑兴根的弗里德里希·弗朗茨·泽维尔亲王指挥的奥地利军队交战。法军最终以一场艰苦的战斗战胜了他们的对手。此次战斗的地点位于德国下巴伐利亚州的托伊根和豪森之间。
同样在4月19日，在阿本斯贝格、邓茨林、雷根斯堡和伊尔姆河畔普法芬霍芬附近也发生了冲突。与托伊根-豪森战役一起，这两场战斗标志着为期四天战役的第一天，法军在埃克米尔之战取得了胜利。
奥地利对巴伐利亚王国的入侵令拿破仑一世措手不及。尽管卡尔大公的奥地利军队前进速度缓慢，但路易-亚历山大·贝尔蒂埃元帅的战术失误使达武的军队陷入了巨大的危险之中。当达武从多瑙河南岸的雷根斯堡向西南撤退时，卡尔试图用三个强大的攻击纵队拦截撤退中的法军。
奥地利的第一纵队错过了法军部队，而达武的骑兵则挡住了第二纵队。第三纵队则迎头撞上了达武的一个步兵师。两军将领以勇气和技巧带领他们的部队，双方在两个山脊上战斗。法军的增援部队在下午晚些时候将奥地利人从南部山脊上赶了下来，卡尔在当天晚上下令撤退。这为达武在4月20日与拿破仑的主力会合开辟了一条道路。

## 背景
1809年2月8日，奥地利帝国决定向拿破仑宣战。在外交部长约翰·菲利普·斯塔迪翁、外交官克莱门斯冯·梅特涅和玛丽亚·卢多维卡皇后的带领下，主战派因1808年法国在拜伦之战中的灾难性失败而备受鼓舞。然而，卡尔大公却希望推迟战争，以便充分动员并寻找盟友。

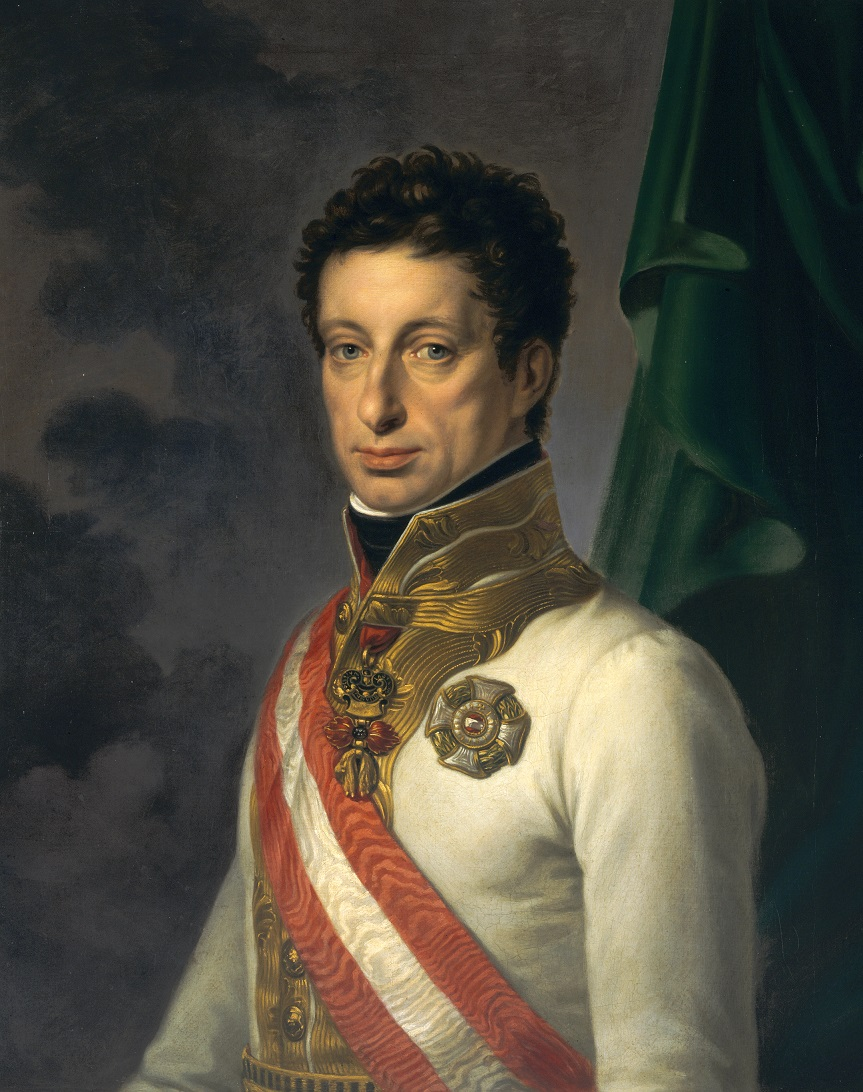
卡尔大公

查尔斯大公在1805年第三次反法同盟失败后被任命为大元帅，三年来一直试图改善奥地利军队。历史学家大卫·钱德勒写道，“查尔斯是奥地利最适合的人”来作为军队的总司令。卡尔将正规士兵的数量扩大到340,000人，并创建了一个由240,000人组成的陆军部队。卡尔升级了炮兵部队，采用了兵团组织结构，修改了步兵训练手册，还融入了更多法式战术演进。然而，在奥地利的非正规军和非德国国籍的人员中，仍然存在严重的缺陷。起初，只有15,000名最好的民兵被加入野战军，而其余的则被降级为驻军或预备队。哈布斯堡王朝不希望武装普通民众，因为害怕人民会爆发起义，因此民兵从未得到充分利用。在匈牙利，当地的贵族和人民对战争的态度很冷淡，做出的贡献也很少。 
卡尔大公将50,000人分成两个军团派往意大利，交给约翰大公指挥。另外派遣40,000人前往加利西亚，由斐迪南·卡尔·约瑟夫指挥。卡尔本人则在波希米亚和多瑙河沿岸集结剩余的正规军与法军作战。
卡尔的206,906名士兵被编成六个军团和两个预备军。其中第三军团由29,360名士兵组成，由霍亨索伦-黑兴根的弗里德里希·弗朗茨·泽维尔亲王指挥。
最初，卡尔大公在波希米亚部署了六个军团，而多瑙河以南只有两个军团。事实证明，这对奥地利高级指挥部来说过于乐观，因此四个军被转移到多瑙河以南。

### 行动

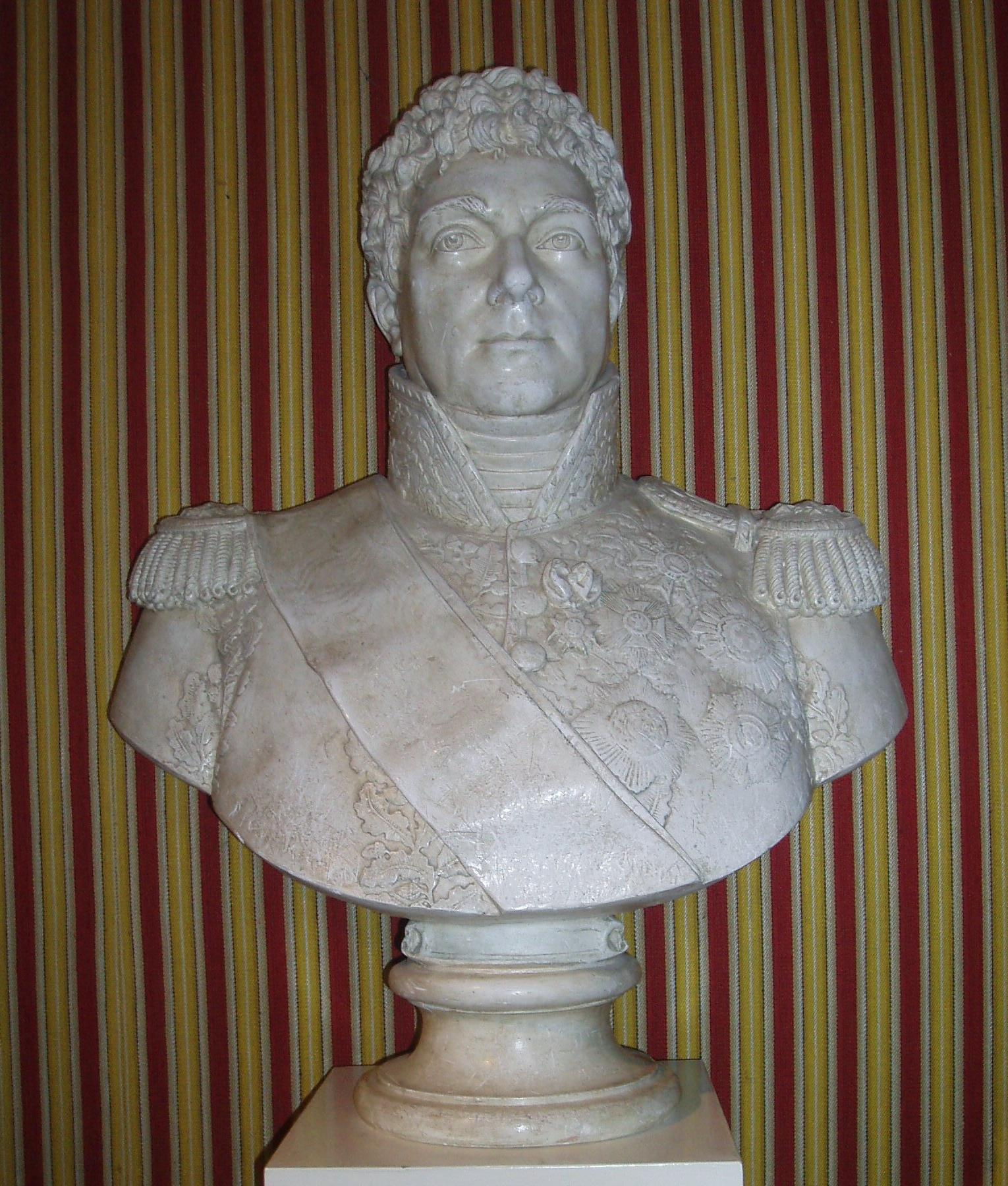
路易·贝尔蒂埃作为拿破仑的参谋长出类拔萃，但作为战地指挥官却表现不佳

1809年4月9日，卡尔大公通知法国驻慕尼黑大使和弗朗索瓦·约瑟夫·勒费弗尔元帅，奥地利正式向法国宣战。第二天早上，卡尔的军队开始横渡因河，入侵巴伐利亚王国。只有勒费弗尔拥有三个巴伐利亚师的第七军可以用来对抗奥地利的猛攻。对于法巴伐利亚人来说幸运的是，他们的敌人花了六天时间才到达兰茨胡特附近的伊萨尔河。
拿破仑没想到奥地利人会宣战，但当战争迫在眉睫时，他认为敌对行动将在4月15日之后开始。拿破仑命令路易-亚历山大·贝尔蒂埃元帅从位于多瑙河前线的法国和盟军部队组成德国方面军。如果奥地利人在4月15日之后入侵巴伐利亚，他向贝尔蒂埃发出命令要求士兵集中在雷根斯堡。然而，如果他的敌人在最后期限之前发动进攻，军队将在更西部的多瑙沃特集结。不幸的是，拿破仑于4月10日发出的命令直到16日才到达。贝尔蒂埃对拿破仑来说是一位出色的参谋长，但作为一名战地指挥官，他却表现不佳。在混乱中，他误解了指令，并下令在雷根斯堡前线集中。
贝尔蒂埃命令一直明智地向后撤退的达武在雷根斯堡左侧集结他的部队。在右翼，尼古拉·乌迪诺将军的第二军奉命前往雷根斯堡，而安德烈·马塞纳元帅的第四军奉命从乌尔姆前往奥格斯堡。
4月16日，奥地利人在兰茨胡特强行越过伊萨尔河。第二天一早，拿破仑就亲自到达前线，接替他焦头烂额的下属贝尔蒂埃。他迅速下令在因戈尔施塔特附近建立一个新的集中点。为此，皇帝从多瑙河南岸的雷根斯堡召回了达武的第三军。勒费弗尔的巴伐利亚人必须守住中央阵地，直到达武离开。
直到4月18日，拿破仑才意识到80,000名奥地利人此时对达武的部队构成威胁。他决定派马塞纳前往兰茨胡特，以威胁卡尔大公的后方，试图减轻达武的压力。与此同时，皇帝指示乌迪诺支持勒费弗尔，并指挥多米尼克·范达姆将军的符腾堡士兵从因戈尔施塔特向东进军。就卡尔大公而言，他意识到他有机会能够一击摧毁达武的军团。

## 战斗

### 部署
卡尔大公希望4月19日能成功击垮达武的部队。那天早上他命令奥地利军队的核心攻击达武，以诱使进入多瑙河包围圈。幸运的是，卡尔获得了一份达武19日行军令的副本。到凌晨5时，奥地利指挥官从他位于下巴伐利亚州罗尔的总部发布了当天的行军命令。卡尔指挥三个主要纵队拦截法国人。

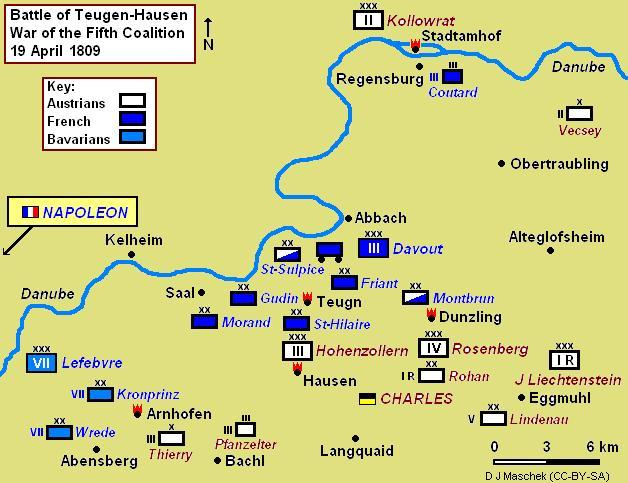
托伊根-豪森之战地图，卡尔大公试图围困并歼灭达武的部队

卡尔大公总共派出65,000名士兵来摧毁达武的第三军。列支敦士登的右纵队在通往雷根斯堡的主要道路上向北移动。罗森伯格亲王的部队向邓茨林小村庄前进，而霍亨索伦则穿过豪根和多瑙河畔萨尔。如果奥地利人控制了萨尔，那达武的逃跑路线就会被切断。
在多瑙河以北，奥地利第一军团此时仍然离前线很远。第二军团集结在多瑙河北岸，面对着由一小队法国驻军守卫的雷根斯堡。第五军团此时奉命在阿本斯贝格附近遏制弗朗索瓦·约瑟夫·勒费弗尔元帅的巴伐利亚第七军团。第二预备军留守在普费芬豪森。希勒的第六军团在阵线最左边。在战争开始时，希勒派出了一个师以占领慕尼黑并提供巴伐利亚和蒂罗尔之间的联系。希勒命令师指挥官杰拉西奇在4月18日重新加入他的行列，但后者从未到达，因为卡尔大公命令他返回慕尼黑。杰拉西奇的不幸纵队将继续徘徊，直到5月25日在圣迈克尔战役中被法军粉碎。
卡尔大公命令霍亨索伦亲王派出部队，以便在第三军团和第五军团之间建立联系。霍亨索伦服从命令，派出路德维希·蒂埃里的旅执行这项任务。分兵后，第三军团只剩下1,8000名士兵。
达武派第三军沿河路从雷根斯堡前往阿本斯贝格。法军的第2重骑兵师保护了军团的辎重车。侧翼由查尔斯·安托万·莫兰德将军的第1师、圣伊莱尔将军的第4师和路易斯-皮埃尔·蒙布伦将军的轻骑兵保护。达武还指挥一个营进行夜间行军，以保护最重要的萨尔河道。雷根斯堡由路易斯·库塔尔上校麾下有2,000人的第65线列步兵团保卫。

### 杜恩兹林、阿尔霍芬和小规模冲突

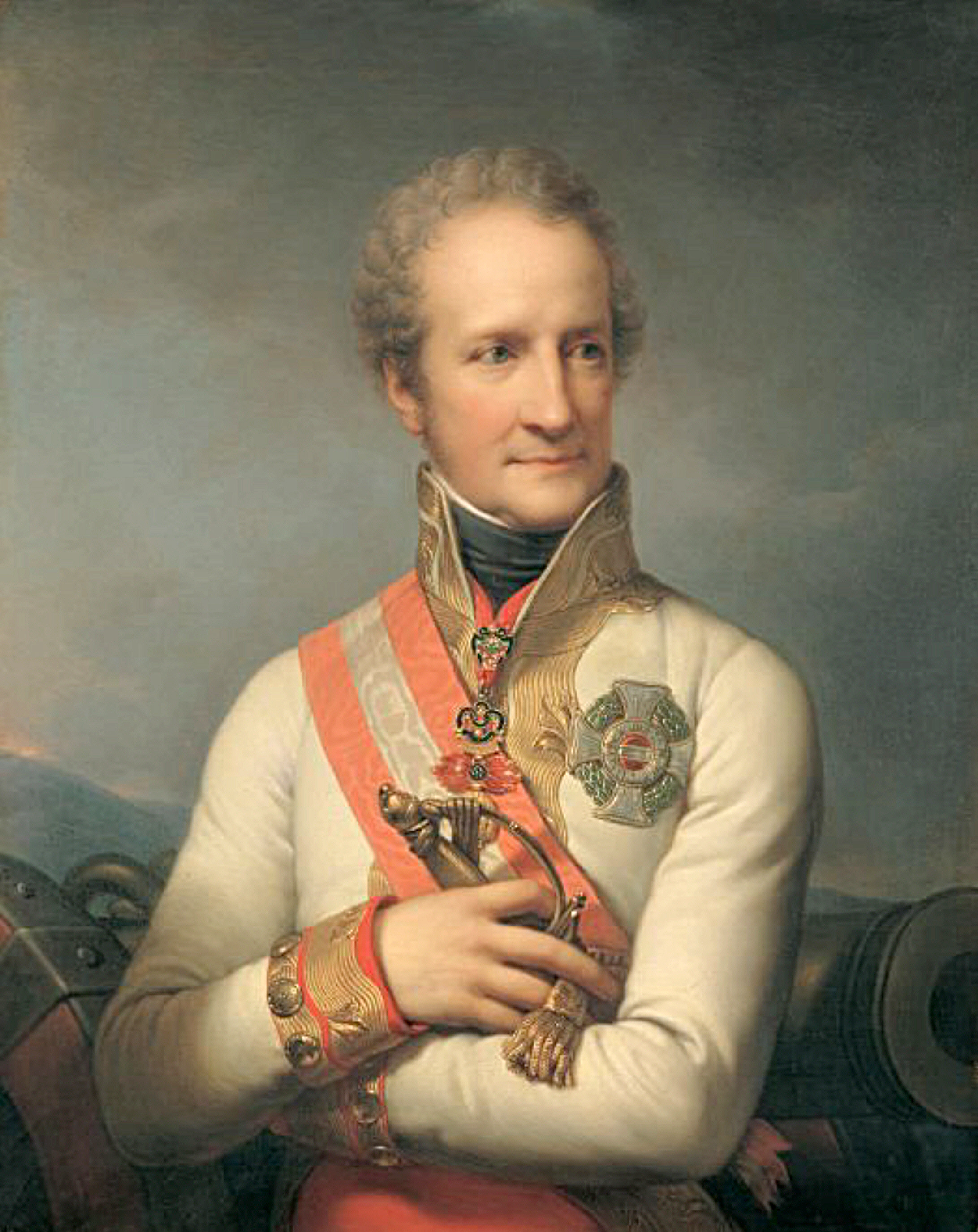
约翰·列支敦士登

约翰·列支敦士登将军试图从右翼拦截达武的部队，但只拦截到了空气。在杜恩兹林附近，罗森堡亲王的部队撞上了由两个步兵营增援的法军骑兵。凭借不到4,000人的部队，法军指挥官蒙特布朗充分利用了树木繁茂的地形牵制住了这一批奥军一整天。
罗森堡的军团在战役初期由于分兵而被削弱。4月19日时，罗森堡的部队还剩下16个步兵营和15个骑兵中队。上午在施奈德特附近，豪森以东3公里处，卡尔·威廉·冯·斯图特海姆少将率领的奥军第四军团先遣旅在向西行进时与法军第12和第21线列步兵团擦肩而过。在向东北方向前进时，罗森堡开始“挥霍”部队守卫他的侧翼和后方，自身大部队的兵力被进一步缩减。在将奥地利人压制在杜恩兹林附近直到晚上之后，蒙特布朗向西北撤退。法军报告了233人伤亡，同时对他的对手造成了更严重的损失。奥地利军队阵亡116人，受伤452人，被俘357人，失踪159人，共计损失1,084人。
作为路德维希大公和霍亨索伦两支部队之间的纽带，蒂埃里的旅开始行军前往预定位置。当他到达阿本斯贝格附近的高地时，他看到巴伐利亚军队在附近集结。双方很快就在阿本斯贝格东北部的阿尔霍芬附近卷入了一场小规模冲突。在这场冲突中，巴伐利亚轻骑兵重创了蒂埃里的四个龙骑兵中队。路德维希王储的巴伐利亚第一师和卡尔菲利普·冯·雷德将军的巴伐利亚第二师参与了此战。巴伐利亚人承认在交战的7,600名士兵中，有13人阵亡，201人受伤，13人被俘，同时声称俘获了一门大炮和400名奥地利俘虏。蒂埃里在战败后将他的旅向东南撤回到奥芬施泰滕。
在雷根斯堡，法军第65线列步兵团撤离了多瑙河北岸坚固的桥头堡，并撤退到了郊区。在炮火的轰炸下，奥地利第二军团向该城发起了攻击，冲破了一扇城门，然后冲进了街道。然而，法国守军伏击了奥地利纵队并将其赶出了郊区。经过一整天的战斗，法军的轻武器弹药严重不足。守军恳求达武提供补给，但补给永远不会到达。因为第二天早上，一支仓促组织的补给车队被奥地利骑兵拦截并俘虏。
在战场的西南方向，尼古拉·乌迪诺将军与他的第2军的袭击了一支奥地利军并俘虏了200名奥地利士兵。

### 托伊根和豪森
上午9时，法军的先遣部队误入豪森并撞到了奥地利第三军团。奥地利指挥官迅速组织了两个步兵营将法国人赶出村庄，并继续向北追击。

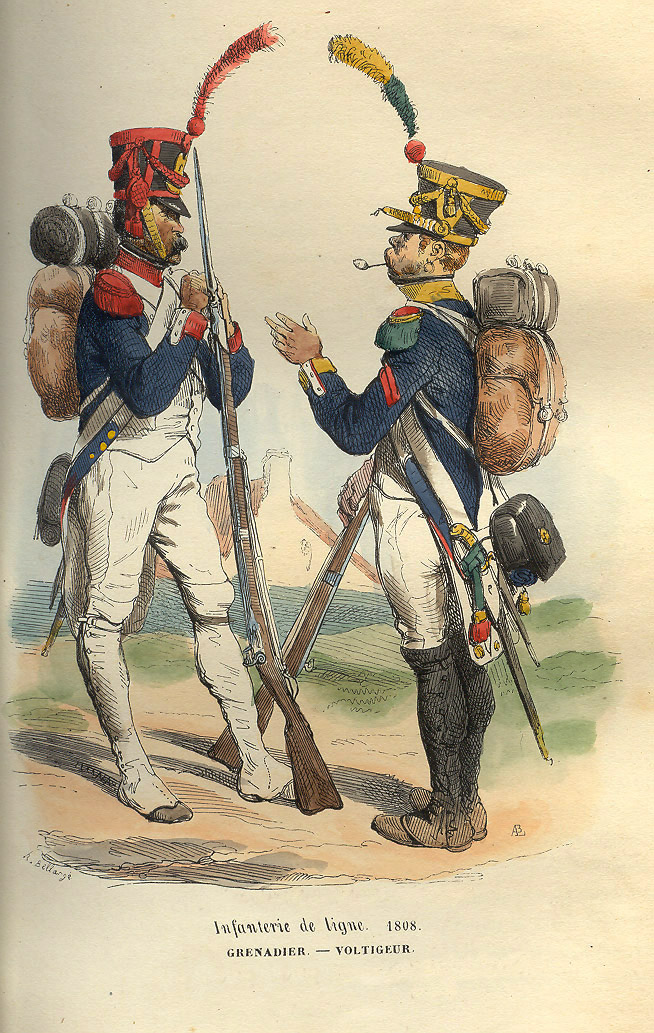
线列步兵团的法国掷弹兵（左）和跳跃者（右）

为了给先遣部队的撤离争取时间，达武将第3线列步兵团的2,000名士兵和卢西尼昂的6,000名士兵和12门大炮投入了战斗。整个第3线列步兵团部署成小规模战斗队形，蜂拥上坡。但此次攻击未能驱逐奥地利人，却为第57线列步兵团组织了第二次攻击留出了时间。第57线列步兵团的冲锋占领了第一个山脊，但在第二个山脊之前停止了。在激烈的火枪和大炮火力下，训练有素的法国步兵排成一列并还击。此时，第3线列步兵团已经在第57线列步兵团后面进行了重组，并在其右侧占据了位置。再往右，第10轻步兵团向前冲向奥地利左翼，迫使奥地利的一个炮台退到后方。当新的攻击在第二个山脊上遇到激烈的抵抗时，法军撤回到第一个山脊上。
此时，双方部队都得到了增援。在法国方面，第72和第105线列步兵团加入战场并部署在托伊根附近。对于奥地利人来说，弗朗茨·泽维尔师的第一旅加入了战斗。霍亨索伦的奥地利部队向法军第57线列步兵团发动正面进攻。与此同时，他派出第一旅的一半穿过树林包围法军左翼。达武的参谋长让·多米尼克·康潘斯将军警觉地派出第72线列步兵团来阻止奥军的侧翼包围。法军遇到了措手不及的奥地利人并将他们赶回树林。
奥地利军队决心进行一次大规模袭击，一个骠骑兵团率先冲出树林，向第57线列步兵团的侧翼冲去。法军的步兵击退了奥军的骑兵。奥军接下来派出的骑兵增援面对来自防守方凹形线的会聚火力和法军第3线列步兵团的反击而崩溃。
奥军第23步兵团针对法军侧翼又发起了一次冲锋。这次突袭最终成功地将法国人推离了第一个山脊。随之而来的是一段平静，达武亲自会见了法军的幸存者。
达武的炮兵在下午3时左右抵达，此前炮兵由于操作失误而导致延误。在第一次得到炮兵支援的情况下，疲惫的法国步兵重新占领了第一个山脊。一名炮兵上校侦察了奥地利右翼的树林，并找到了一个很好的位置来放置他的火炮。当他向法军指挥官报告他的发现时，法军发起了新的攻击。
在法军袭击奥地利阵地的同时，法国炮兵趁奥地利军队没有注意，突然开炮。震惊的奥地利人迅速失去了阵地。奥地利新加入战场的一个团通过不断反击结束了法军的追击。下午5时一场猛烈的雷暴席卷了该地区，结束了这一场战斗。

## 结果
根据历史学家詹姆斯·阿诺德的说法，奥地利人承认有527人阵亡，2,470人受伤，466人被俘，共计3,463人。法军报告有2,345人伤亡。但不可否认的是，奥地利军队此役中遭受了异常惨重的损失。三位前线指挥官都受了伤，其中一位受到了头部损伤，战后被迫退役。
在收到霍亨索伦关于战斗的不利报告后，卡尔大公命令他撤退。这一行动让达武赢得了时间，因为这让法国元帅与他的巴伐利亚盟友有了清晰的沟通渠道。19日下午，勒费弗尔元帅向拿破仑发送了重要信息，称他可以在托伊根附近看到达武的营火。对皇帝来说，这意味着第三军团已经脱离了包围。阿本斯贝格之战于次日进行。

## 脚注
1. 1 2  Bodart 1908，第397頁.
2. 1 2  Arnold 1990，第84頁.
3. 1 2 3 4 5 6 7 8 9 10  Smith 1998，第289頁.
4. 1 2 3 4  Smith 1998，第288頁.
5. 1 2  Gill 2014，第201頁.
6. ↑  Chandler 1966，第663頁.
7. ↑  Chandler 1966，第664頁.
8. ↑  Chandler 1966，第667頁.
9. ↑  Chandler 1966，第664-666頁.
10. ↑  Chandler 1966，第673頁.
11. ↑  Arnold 1990，第36頁.
12. ↑  Bowden & Tarbox 1980，第65-73頁.
13. ↑  Chandler 1966，第676-677頁.
14. ↑  Chandler 1966，第677頁.
15. ↑  Arnold 1990，第59頁.
16. 1 2  Chandler 1966，第678-679頁.
17. ↑  Chandler 1966，第679-681頁.
18. ↑  Chandler 1966，第682-683頁.
19. ↑  Arnold 1990，第78-79頁.
20. ↑  Petre 1976，第108-109頁.
21. ↑  Petre 1976，第109頁.
22. ↑  Arnold 1990，第83-84頁.
23. 1 2 3  Arnold 1990，第83頁.
24. ↑  Arnold 1990，第74頁，map.
25. ↑  Arnold 1990，第79頁.
26. ↑  Arnold 1990，第78頁.
27. ↑  Schneid 2002，第86-87頁.
28. ↑  Arnold 1990，第100頁.
29. 1 2  Arnold 1990，第90頁.
30. ↑  Epstein 1994，第58頁.
31. ↑  Petre 1976，第110頁.
32. ↑  Petre 1976，第111頁.
33. ↑  Petre 1976，第111-112頁.
34. ↑  Arnold 1990，第93-94頁.
35. ↑  Arnold 1990，第101-102頁.
36. ↑  Arnold 1990，第119-120頁.
37. ↑  Arnold 1990，第98頁.
38. 1 2  Arnold 1990，第250頁.
39. ↑  Arnold 1990，第85頁.
40. ↑  Arnold 1990，第86-87頁.
41. ↑  Arnold 1990，第88頁.
42. ↑  Arnold 1990，第89頁.
43. ↑  Arnold 1990，第90-91頁.
44. ↑  Arnold 1990，第91頁.
45. ↑  Arnold 1990，第91-92頁.
46. 1 2 3  Arnold 1990，第93頁.
47. ↑  Arnold 1990，第95頁.
48. ↑  Smith 1998，第290頁.

## 延伸阅读
- Rothenberg, Gunther E. . Bloomington, Ind.: Indiana University Press. 1982. ISBN 0-253-33969-3.